# AsteroidOS
AsteroidOS ist ein auf Linux basierendes Betriebssystem für Smartwatches. Das von Florent Revest 2015 initiierte Open-Source-Projekt basiert auf OpenEmbedded, Qt und Wayland.

## Architektur
Das Betriebssystem beinhaltet auch verschiedene mobile Linux-Middlewares, die ursprünglich für Mer und Nemo Mobile entwickelt wurden, wie z. B. Lipstick und MCE. Eines der Projektziele ist es eine Alternative zu Wear OS zu sein. Der Wayland-compositor asteroid-launcher, eine Eigenentwicklung des Projekts, ist die grafische Oberfläche des Systems.

## Entwicklung
Die erste Alpha wurde 2016 veröffentlicht, gefolgt von einem 1.0 Release im Mai 2018. Diese beinhaltete folgende Applikationen: Kalender, Wetter, Taschenrechner, Musikkontrolle, Wecker, Stoppuhr und Timer sowie eine Einstellungs-App. Asteroid ist vollständig übersetzt stand Mai 2021 in 38 Sprachen darunter auch Deutsch. Seit der Veröffentlichung der ersten stabilen Version gab es mehrere Entwicklerversionen, welche unter anderem neue Funktionen wie Always-on-Display und Tilt-to-wake beinhalten. Im Mai 2021 wurde die grafische Oberfläche von AsteroidOS für postmarketOS angepasst und ist seit dem verfügbar für Geräte mit diesem OS.